# Dunlop Manufacturing
Dunlop Manufacturing, Inc. (також відома як Jim Dunlop) — американський виробник музичних аксесуарів, зокрема педалей ефектів, медіаторів, каподастрів, ременів, струн, слайдерів та ін. Заснована Джимом Данлопом старшим у 1965 році, компанія невеликої домашньої організації перетворилась у крупного виробника музичних аксесуарів. Dunlop є винахідником таких відомих продуктів, як wah-педаль Cry Baby і медіаторів Tortex, що популярні у всьому світі.

## Історія

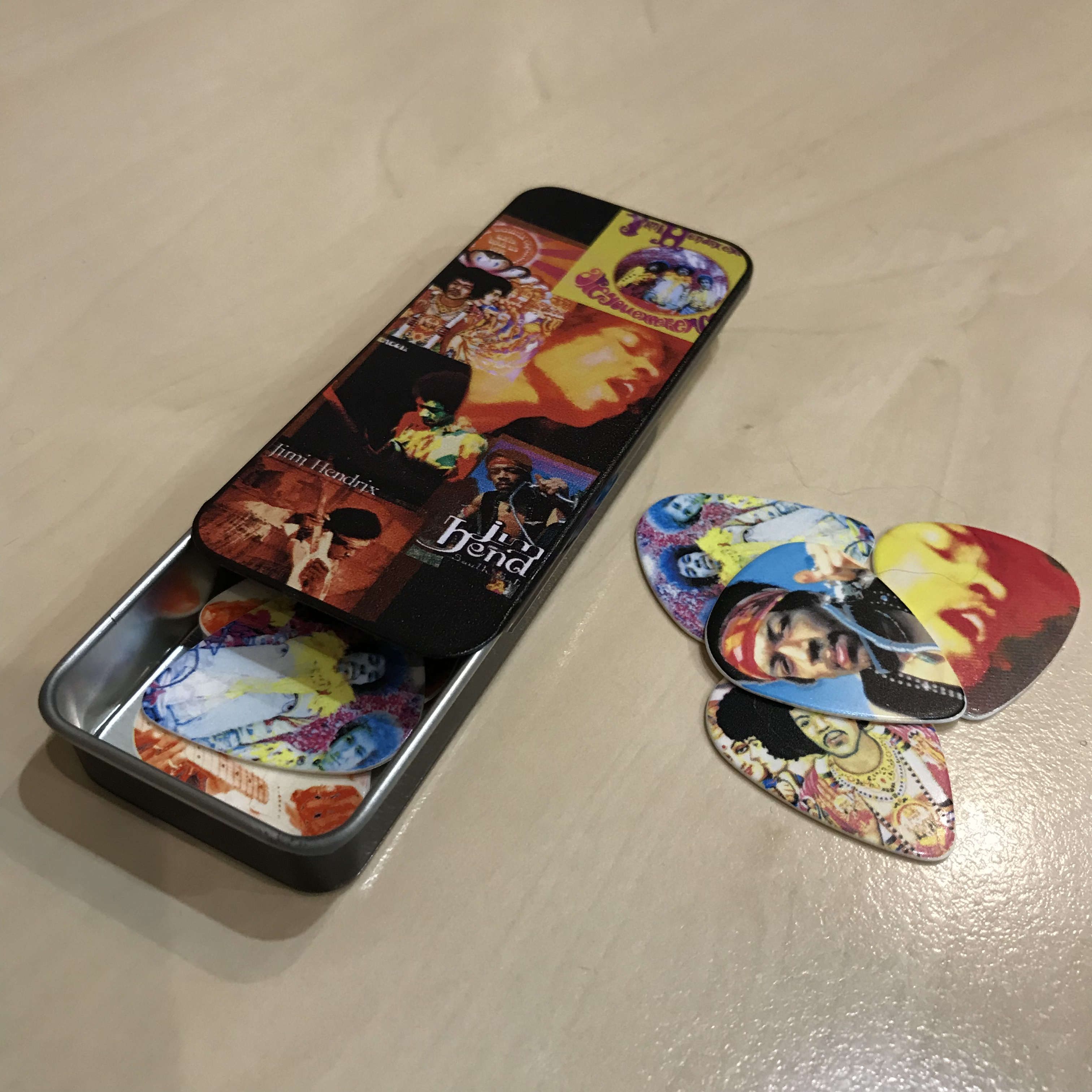
Колекційний набір гітарних медіаторів DUNLOP Jimi Hendrix JH-PT08H, що присвячена Джимі Гендріксу

Шотландський емігрант Джим Данлоп (1936—2019) заснував у 1965 році Jim Dunlop Company, працюючи на той час хімічним інженером. Його найпершою роботою був Vibra-Tuner — маленький пристрій, який кріпився до гітари присосками і показув чи настроєна гітара. Поки він ходив з магазину в магазин, пропонуючи свій винахід, хтось сказав йому, що музикантам потрібні хороші капо, і що якщо хтось візьметься зробити каподастр, який буде добре кріпитися до 12-ти струнної гітари, то непогано на цьому заробить. Використовуючи свою освіту інженера, Данлоп створив капо, що перемикається; потім він почав працювати з місцевою майстернею для випуску першої лінійки каподастрів, яка згодом була названа 1100 серією.
19 березня 1972 Данлоп приїхав в магазин медіаторів і почав читати усі випуски Guitar Player, відзначаючи для себе коментарі музикантів щодо медіаторів. У тому ж році він покинув Dymo Industries, щоб повністю присвятити себе своїй новій компанії. Переїхавши до своєї сім'ї в Беніцію, Каліфорнія, Данлоп відкрив свій перший магазин, який, проте, скоро довелося змінити, оскільки потреби зросли.
Jim Dunlop виробляє широкий спектр продукції від каподастрів і медіаторів до слайдерів, фіксаторів ременів і різноманітних ефектів, включаючи педаль Crybaby wah-wah, Univibe, Heil Talkbox і MXR, а також лінійку педалей ефектів Way Huge.
6 лютого 2019 року засновник Dunlop Manufacturing Джим Данлоп старший помер у віці 82 років.

## Музиканти
Музиканти, які використовують або є представниками продукції Dunlop:
- Біллі Джо Армстронг
- Білл Даффі
- MonoNeon
- Ерік Джонсон
- Alice in Chains
- Metallica
- Біллі Гіббонс (ZZ Top)
- Бріттані Говард (Alabama Shakes)
- Маркус Міллер
- Джо Бонамасса
- Бен Гарпер
- Слеш (Guns N' Roses)
- Джон Петруччі